# Antonius Adamske

Antonius Adamske (2017)

Antonius Adamske (* 23. Juli 1992 in Bassum) ist ein deutscher Dirigent und Musikwissenschaftler.

## Leben und Wirken
Antonius Adamske studierte mit dem Hauptfach Dirigieren an der Hochschule für Musik, Theater und Medien Hannover bei Walter Nußbaum, später bei Frank Löhr, sowie Historische Orgel an der Schola Cantorum Basiliensis bei Tobias Lindner. Es schlossen sich Meisterkurse, sowie private Studien u. a. bei Jörg Straube, Andrea Marcon und Sabine Erdmann an; er wirkte auch als Assistent für Laurence Cummings. 2023 wurde er zudem in »Historischer Musikwissenschaft« an der Julius-Maximilians-Universität Würzburg promoviert.
Adamske ist Dirigent des Monteverdi-Chors Hamburg und war 2017 bis 2021 Leiter des consortium vocale berlin,  das als Studiochor für die Berliner Musikhochschulen fungiert. Im September 2020 wurde er zum künstlerischen Leiter des Bremer RathsChores gewählt.
Seit 2016 arbeitet er eng mit dem Göttinger Barockorchester zusammen und legte mit Henryk Böhm eine Gesamteinspielung der Bach'schen Kantaten für Basso-solo vor. Er führte zahlreiche vergessene Werke auf, darunter einige deutsche Erstaufführungen wie François-Joseph Gossecs „Le Triomphe de la République“ oder Mlle Duvals „Les Génies ou Les Caractères de l'amour“. Daneben gab er Meisterkurse zur historisch informierten Aufführungspraxis, unter anderem in Frankreich, Tschechien und China, und arbeitete mit Künstlern wie dem Barocktanzensemble „Hartig“ aus Prag zusammen. Beachtung fand Adamske des Weiteren als Initiator des viertägigen Festivals Nikolausberger Musiktage sowie als Gastdirigent zahlreicher renommierter Ensembles.
Am 1. September 2022 dirigierte Adamske die erste deutsche Aufführung von Jean-Baptiste Lullys Tragédie en musique "Achille et Polixène" im Neuen Palais Potsdam.
Am 24. November 2022 bot der Dirigent mit dem Göttinger Barockorchester und namhaften Solisten die erstmalige Gesamtaufführung der Oper Argenore von Wilhelmine von Bayreuth dar. Die konzertante Wiedergabe fand im Theater am Hornwerk in Nienburg/Weser statt.
Ab dem Sommersemester 2023 übernahm Adamske die künstlerische Leitung der Göttinger Universitätsmusik, er lehrt außerdem an der Hochschule für Musik, Theater und Medien Hannover.

## Diskografie
- Die Hirten bey der Krippe zu Bethlehem: Weihnachtskantaten von Johann Friedrich Schweinitz, Carl Friedrich Rudorff und Johann Nikolaus Forkel; Kerstin Dietl, Johanna Krödel, Magnus Dietrich, Henryk Böhm, Göttinger Barockorchester, Antonius Adamske, St. Albani Göttingen, NDR/Coviello Classics, 2022.

- Reinhard Keiser: Ulysses; Bogna Bernagiewicz, Francisca Prudencio, Gerald Thompson, Markus Brutscher, Goetz Philip, Körner, Janno Scheller, Jürgen Orelly, Göttinger Barockorchester, Antonius Adamske, Theater Nienburg, DLF/Coviello Classics, 2022.

- Gottfried August Homilius: Werke für Oboe und Orgel; Martin Jelev, Antonius Adamske, Stiftskirche St. Georg Goslar/Grauhof, Coviello Classics 2019.

- Göttinger Stadtmusik: Werke von Carl Friedrich Rudorff, Wilhelm Friedemann Bach und Johann Joachim Quantz; Hanna Zumsande, Nicole Pieper, Jacob Lawrence, Henryk Böhm, Göttinger Barockorchester, Antonius Adamske, St. Johannis Göttingen, NDR/Coviello Classics, 2018.

- Johann Sebastian Bach: Kantaten für Basso Solo; Henryk Böhm, Göttinger Barockorchester, Antonius Adamske, Coviello Classics 2017.

## Veröffentlichungen
- Krise der Ämter – Konnex der Akteure. Studien zur Göttinger Musikgeschichte vor 1800 (Abhandlungen zur Musikgeschichte, Bd. 30), Göttingen 2023[9]